# Abbi Fisher
Abbi Fisher, née le 30 août 1957, est une ancienne skieuse alpine américaine.

## Coupe du monde
- Meilleur résultat au classement général : 15e en 1978
  - 1 victoire : 1 slalom

### Saison par saison
- Coupe du monde 1975 :
  - Classement général : 32e
- Coupe du monde 1976 :
  - Classement général : 27e
- Coupe du monde 1977 :
  - Classement général : 17e
- Coupe du monde 1978 :
  - Classement général : 15e
- Coupe du monde 1979 :
  - Classement général : 27e
    - 1 victoire en slalom : Piancavallo
- Coupe du monde 1980 :
  - Classement général : 21e
- Coupe du monde 1981 :
  - Classement général : 29e
- Coupe du monde 1982 :
  - Classement général : 37e